# 第十州
第十州，是波斯尼亚和黑塞哥维那实体之一波黑联邦的州份，位于该国西南部。州政府所在地为利夫諾，而州议会则位于托米斯拉夫格勒。全州面积为4,934.9平方公里，2013年人口数量为83,844人。

## 名称、标识和语言
波黑联邦正式称此州为第十州（Kanton 10）。但州政府自称为黑塞哥-波斯尼亚州，并在州宪法中使用此名。但这个名称被联邦宪法法院裁定为违宪，理由是该名称的特征是所有联邦州份共享的，所有州份都是在波斯尼亚和黑塞哥维那境内（黑塞哥-波斯尼亚和波斯尼亚和黑塞哥维那基本上是同义词）。其他在实体及国家层面上使用名称包括北黑塞哥维那州（Sjevernohercegovački kanton）及根据其首府命名的利夫诺州（Livanjski kanton）。
州宪法本身规定的徽章是克罗地亚历史徽章的变体。州旗是水平的红白蓝三色旗，州徽位于中央。前黑塞哥-波斯尼亚克罗地亚共和国曾经使用过这个徽章和旗帜。西赫塞哥維納州也使用同样的标识。但联邦宪法法院裁定这个徽章及旗帜作为州份的官方标识是违宪的，因为“它们仅代表一个主体民族”。然而当地政府继续在官方机构的标牌中使用这个旗帜及徽章。
自2005年起，州宪法规定“克罗地亚族、塞尔维亚族和波什尼亚克族说的语言”均为官方语言，并未明确提出这些语言的名字。同时拉丁字母和西里尔字母具有同等地位。

## 市镇
第十州下分为6个市镇。
| 市镇             | 人口   | 面积 (km2) |
| ---------------- | ------ | ---------- |
| 波斯尼亞格拉霍沃 | 3,091  | 780.0      |
| 德瓦尔           | 7,506  | 1030.0     |
| 格拉莫奇         | 4,038  | 1033.6     |
| 库普雷斯         | 5,573  | 569.8      |
| 利夫诺           | 37,487 | 994.0      |
| 托米斯拉夫格勒   | 33,032 | 967.4      |

## 人口
2013年人口普查时全州人口中约77%为克罗地亚族，13%为塞尔维亚族，9.6%为波什尼亚克族，其他民族约少于0.4%。第十州的塞族人口曾在波黑联邦中塞族人口数量占最大的比重，但是自波士尼亞戰爭结束后他们的数量持续在减少。
2013年人口普查的数据为：
| 市镇             | 民族   | 民族  | 民族   | 民族  | 民族  | 民族  | 民族 | 民族 | 总计   |
| 市镇             | 克族   | %     | 塞族   | %     | 波族  | %     | 其他 | %    | 总计   |
| ---------------- | ------ | ----- | ------ | ----- | ----- | ----- | ---- | ---- | ------ |
| 利夫諾           | 29,273 | 85.76 | 438    | 1.28  | 4,047 | 11.85 | 216  | 0.63 | 34,133 |
| 托米斯拉夫格勒   | 29,006 | 91.81 | 22     | 0.06  | 2,467 | 7.80  | 30   | 0.09 | 31,592 |
| 格拉莫奇         | 906    | 23.47 | 1,679  | 43.49 | 1,251 | 32.40 | 13   | 0.33 | 3,860  |
| 库普雷斯         | 4,474  | 88.47 | 318    | 6.28  | 255   | 5.04  | 5    | 0.09 | 5,057  |
| 波斯尼亚格拉霍沃 | 393    | 16.04 | 2,028  | 82.80 | 6     | 0.24  | 10   | 0.40 | 2,449  |
| 德瓦尔           | 552    | 7.85  | 6,420  | 91.24 | 11    | 0.15  | 24   | 0.34 | 7,036  |
| 全州             | 64,604 | 76.79 | 10,905 | 12.96 | 8,037 | 9.55  | 581  | 0.69 | 84,127 |